# 공태하
공태하(1987년 5월 9일 ~ )는 대한민국의 축구 선수이며 포지션은 공격수이다. 2015년 공영선에서 현재의 이름으로 개명하였다.